# The Endless Summer Tour
The Endless Summer Tour — третий концертный тур американской певицы и автора песен Ланы Дель Рей в поддержку третьего студийного альбома Ultraviolence. Тур был анонсирован 1 декабря 2014. В качестве приглашенных гостей турне, на некоторых шоу выступали Кортни Лав и Граймс. Тур стартовал 7 мая 2015 года в городе Те-Вудлендс, штат Техас, а финальный концерт турне прошел 16 июня 2015 года в городе Уэст-Палм-Бич, штат Флорида. Всего было сыграно двадцать один концерт по Северной Америке за два месяца тура. Большая часть билетов всего тура была распродана мгновенно.
Сет-лист концертного тура состоит из ранее выпущенных песен с альбомов Born to Die, Ultraviolence и мини-альбома Paradise, а также некоторых неизданных песен и кавер-версий. В конце 2015 года, тур занял 156 позицию в списке «Топ-200 концертных туров по Северной Америке на конец 2015 года» издания Pollstar. За все 16 концертов, шоу посетили около 118,960 поклонников певицы, а кассовые сборы тура составляют 6 миллионов долларов.

## История создания

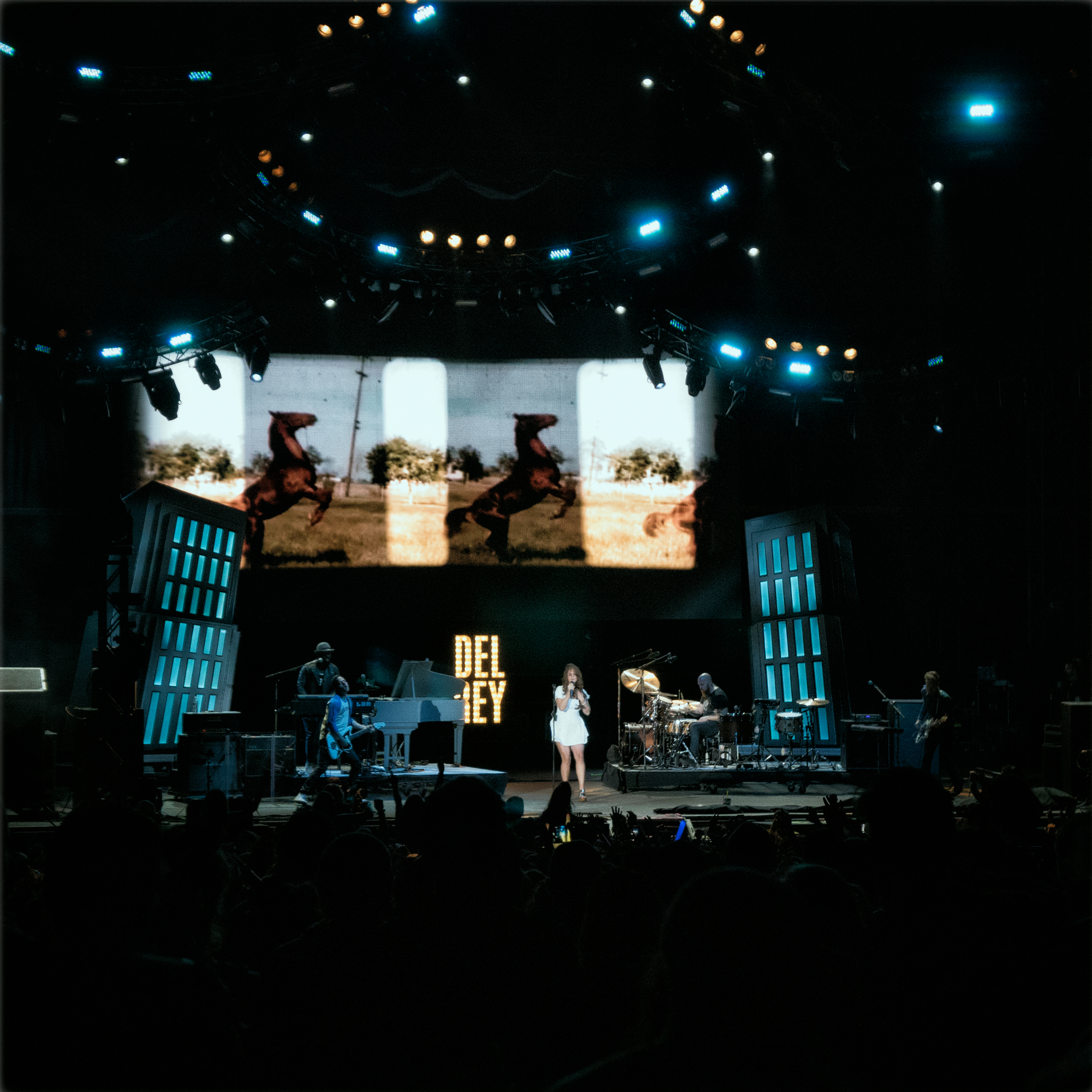
Дель Рей выступает в The Gorge Amphitheatre.

До выпуска альбома Ultraviolence (2014), Дель Рей провела серию концертов в Северной Америке в апреле и мае 2014 года. В серию входили два выступления на музыкальном фестивале Коачелла, на одном из которых Лана презентовала сингл в поддержку альбома Ultraviolence, «West Coast». После выхода Ultraviolence, Дель Рей продолжала выступать на различных музыкальных европейских фестивалях в июне, июле и августе 2014 года, до отмены второй части её промо-концертов из-за проблем со здоровьем. После того, как Дель Рей оправилась от болезни, она продолжила выступать в рамках концертного тура Paradise Tour, сыграв два концерта в Голливуде на кладбище Hollywood Forever в октябре того же года. После завершения тура, было много предположений относительно того, будет ли надлежащий концертный тур в поддержку альбома Ultraviolence.
Во время интервью с австралийской прессой в июле 2014 года, Кортни Лав, бывшая вокалистка панк-рок-группы Hole, выразили заинтересованность в сотрудничестве с такими артистами, как Майли Сайрус и Лана Дель Рей. Говоря о возможности записи дуэта между нею и Ланой, она сказала: «Я имею отличительный голос, и это могло бы звучать круто, если бы мы записали с ней дуэт». В течение следующих месяцев, Кортни продолжает намекать на сотрудничество между нею и Дель Рей публично через её аккаунт в Twitter.
1 декабря 2014 года тур был официально объявлен со списком концертов, состоявшим из семнадцати городов, в которых пройдут концерты летом следующего года. Наряду с объявлением тура, было также добавлено, что Кортни Лав будет выступать на разогреве перед основными выступлениями Дель Рей на некоторых её концертах для продвижения сольного альбома Лав. Продаже билетов началась вскоре после объявления тура, 3 декабря, а особенно активно продажа билетов началась после 6 декабря. Четыре месяца спустя, 1 апреля 2015 года, Дель Рей объявила, что синти-поп певица и продюсер Граймс будет выступать на разогреве вместо Кортни на оставшихся концертах тура.

## Сет-лист
Первоначальный сет-лист был представлен на концерте в Те-Вудлендс, штат Техас, 7 мая 2015 года. Возможно, есть различия в сет-листах каждого концерта тура.
| Сет-лист |
| --- |
| 1. «Cruel World» 2. «Cola» 3. «Blue Jeans» 4. «West Coast» 5. «Us Against the World» 6. «Born to Die» 7. «Ultraviolence» 8. «Summertime Sadness» 9. «Chelsea Hotel No. 2» (Оригинал: Леонард Коэн) 10. «Brooklyn Baby» 11. «Shades of Cool» 12. «You Can Be the Boss» 13. «Serial Killer» 14. «Video Games» 15. «Why Don’t You Do Right?» (Оригинал: Пегги Ли) 16. «Off to the Races» 17. «Honeymoon» 18. «Old Money» |

## Даты концертов
| Дата             | Город            | Страна           | Площадка                      | Разогрев         | Посещаемость           | Доход            |
| Северная Америка | Северная Америка | Северная Америка | Северная Америка              | Северная Америка | Северная Америка       | Северная Америка |
| ---------------- | ---------------- | ---------------- | ----------------------------- | ---------------- | ---------------------- | ---------------- |
| 7 мая            | Те-Вудлендс      | США              | Cynthia Woods Mitchell        | Кортни Лав       | —                      | —                |
| 12 мая           | Моррисон         | США              | Red Rocks Amphitheatre        | Кортни Лав       | —                      | —                |
| 14 мая           | Финикс           | США              | Ak-Chin Pavilion              | Кортни Лав       | —                      | —                |
| 16 мая           | Чула-Виста       | США              | Sleep Train Amphitheatre      | Кортни Лав       | —                      | —                |
| 18 мая           | Лос-Анджелес     | США              | Голливуд-боул                 | Кортни Лав       | —                      | —                |
| 20 мая           | Маунтин-Вью      | США              | Shoreline Amphitheatre        | Кортни Лав       | —                      | —                |
| 22 мая           | Риджфилд         | США              | Sunlight Supply Amphitheater  | Кортни Лав       | —                      | —                |
| 24 мая           | Куинси           | США              | The Gorge Amphitheatre        | н/д              | —                      | —                |
| 28 мая           | Ноблсвилл        | США              | Klipsch Music Center          | Граймс           | —                      | —                |
| 30 мая           | Тинли-Парк       | США              | Hollywood Casino Amphitheatre | Граймс           | —                      | —                |
| 31 мая           | Кларкстон        | США              | DTE Energy Music Theatre      | Граймс           | 14,566 / 14,566        | $554,080         |
| 3 июня           | Торонто          | Канада           | Molson Canadian Amphitheatre  | Граймс           | —                      | —                |
| 4 июня           | Монреаль         | Канада           | Белл-центр                    | Граймс           | 11,329 / 11,329        | $641,804         |
| 6 июня           | Атлантик-Сити    | США              | The Borgata                   | Граймс           | —                      | —                |
| 7 июня           | Нью-Йорк         | США              | Рандалс                       | н/д              | —                      | —                |
| 9 июня           | Мансфилд         | США              | Xfinity Center                | Граймс           | —                      | —                |
| 11 июня          | Бристоу          | США              | Jiffy Lube Live               | Граймс           | —                      | —                |
| 13 июня          | Шарлотт          | США              | PNC Music Pavilion            | Граймс           | —                      | —                |
| 14 июня          | Атланта          | США              | Lakewood Amphitheatre         | Граймс           | —                      | —                |
| 16 июня          | Уэст-Палм-Бич    | США              | Perfect Vodka Amphitheatre    | Граймс           | —                      | —                |
| Всего:           | Всего:           | Всего:           | Всего:                        | Всего:           | 25,895 / 25,895 (100%) | $6,000,000+      |

## Отменённые концерты
| Дата  | Город  | Страна | Площадка             | Причина отмены                              |
| ----- | ------ | ------ | -------------------- | ------------------------------------------- |
| 9 мая | Даллас | США    | Gexa Energy Pavilion | Ненастная погода для проведения мероприятия |